# ゴールドフィッシュ・メモリー
『ゴールドフィッシュ・メモリー』 （ 英： Goldfish Memory ）は、2003年に製作されたアイルランドの映画。日本では、2004年（第13回）東京国際レズビアン&ゲイ映画祭（7月16日・19日）に上映された。

## キャスト
- クララ：フィオナ・オショーネシー（英語版）
- アンジー：フローラ・モンゴメリー（英語版）
- ケイト
- イゾルデ：フィオナ・グラスコット
- トム
- レッド
- デビッド：ピーター・ゲイナー
- ドアマン：トニー・ブラウン